# Кусан (коммуна)
Куса́н (фр. Coussan, окс. Coçan) — коммуна во Франции, находится в регионе Юг — Пиренеи. Департамент — Верхние Пиренеи. Входит в состав кантона Пуйастрюк. Округ коммуны — Тарб.
Код INSEE коммуны — 65153.

## География

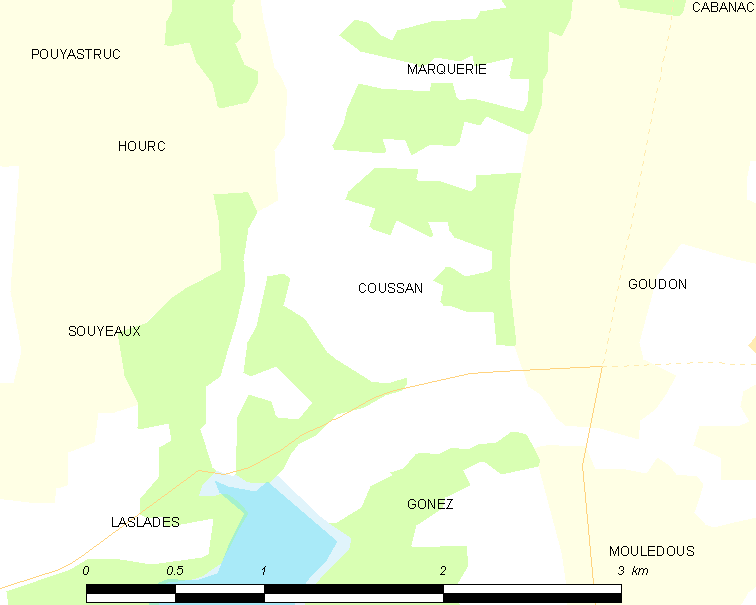
Карта коммуны

Коммуна расположена приблизительно в 650 км к югу от Парижа, в 110 км западнее Тулузы, в 12 км к востоку от Тарба.
Коммуна расположена в местности Бигорр.

## Климат
Климат умеренно-океанический с солнечной тёплой погодой и обильными осадками на протяжении практически всего года.

## Население
Население коммуны на 2010 год составляло 119 человек.
| 1962 | 1968 | 1975 | 1982 | 1990 | 1999 | 2010 |
| ---- | ---- | ---- | ---- | ---- | ---- | ---- |
| 102  | 99   | 102  | 105  | 130  | 124  | 119  |

## Администрация
| Период | Период | Фамилия         | Партия | Примечания |
| ------ | ------ | --------------- | ------ | ---------- |
| 2001   | 2014   | Жорж Баже       |        |            |
| 2014   | 2020   | Феликс Габриэль |        |            |

## Экономика
В 2010 году среди 77 человек трудоспособного возраста (15-64 лет) 52 были экономически активными, 25 — неактивными (показатель активности — 67,5 %, в 1999 году было 69,7 %). Из 52 активных жителей работали 51 человек (30 мужчин и 21 женщина), безработным был 1 мужчина. Среди 25 неактивных 7 человек были учениками или студентами, 14 — пенсионерами, 4 были неактивными по другим причинам.